# Centaurea urvillei
Centaurea urvillei — вид рослин роду волошка (Centaurea), з родини айстрових (Asteraceae).

## Біоморфологічна характеристика
Багаторічна недовговічна рослина, 5–30 см заввишки. Стебло просте або розгалужене біля основи. Листки ліроподібні з трикутними, ромбічними або довгасто-яйцеподібними кінцевими сегментами і від кількох до численних ланцетними, довгастими або ліроподібними сегментами, перемежованими дрібними частками. Чашечки квіткових голів 20–40 × 15–40 мм, від яйцюватих до кулястих; придатки дуже мінливі з численними віями 3–5 мм. Квітки рожево-пурпурні або білуваті. Сім'янки завдовжки 4–6 мм. Папуси 8–11 мм завдовжки.

## Середовище проживання
Населяє Східно-Егейські острови (Греція), Туреччину, Ірак, Іран.